# Univers de de Sitter
En cosmologie, l'univers de de Sitter (en anglais : de Sitter Universe) est un modèle cosmologique dans lequel la seule contribution à la densité d'énergie provient de la constante cosmologique.
C'est une solution exacte des équations de la relativité générale correspondant physiquement à un univers homogène, isotrope, vide de matière mais rempli d'une constante cosmologique positive et notée ici {\displaystyle \Lambda }. C'est un espace de courbure positive (valant {\displaystyle 4\Lambda }) bien que sa courbure spatiale puisse être quelconque. Il porte le nom du physicien Willem de Sitter.
Il entre dans la classe générale de solutions de type Friedmann-Lemaître-Robertson-Walker. Le facteur d'échelle correspondant à cette géométrie est, en notant k la courbure spatiale valant 1 (resp. 0 ou -1)  
si la courbure spatiale est positive (resp. nulle ou négative).

{\displaystyle {\frac {a(t)}{a_{0}}}=\left\{{\begin{matrix}\cosh(Ht)\;si\;k=1\\\exp(Ht)\;si\;k=0\\\sinh(Ht)\;si\;k=-1\\\end{matrix}}\right.}
où H est le taux d'expansion ou paramètre de Hubble et est ici constant. Il est relié à la constante cosmologique par la relation.
{\displaystyle H={\sqrt {\Lambda  \over 3}}}
On voit que pour les temps longs, {\displaystyle Ht>>1}, la distinction entre les différentes courbures spatiales disparaît. En réalité, ces trois solutions apparemment différentes peuvent être vues comme trois systèmes de coordonnées différents du même espace quadridimensionnel (voir espace de Sitter pour plus de détails mathématiques sur ce fait). Ceci tient à l'ambiguïté, du point de vue de l'espace total à quatre dimensions, de la séparation faite entre la coordonnée de temps qui joue le rôle de temps cosmique et des trois coordonnées spatiales.
Dans un univers de de Sitter la distance entre observateurs comobiles croît si vite qu'il n'est pas possible pour un observateur de détecter quoi que ce soit au-delà d'une distance {\displaystyle cH^{-1}} appelée horizon des particules. De même un événement ne peut pas avoir d'influence en tout lieu situé au-delà d'une distance {\displaystyle cH^{-1}} et on parle dans ce cas d'horizon des événements.
L'univers de de Sitter est le prototype des géométries apparaissant dans le cadre de l'inflation cosmique. Dans ces scénarios la valeur de la constante de Hubble H n'est pas donnée par une constante cosmologique mais dépend de la valeur d'un champ appelé inflaton. Elle est approximativement constante pendant une courte période suivant le Big Bang aboutissant ainsi à une géométrie effectivement de Sitter pendant ce laps de temps.